# FoodCare
FoodCare (funkcjonująca do 1 stycznia 2008 pod nazwą Gellwe) – polskie przedsiębiorstwo z branży spożywczej, z siedzibą w Zabierzowie niedaleko Krakowa.

## Historia
Przedsiębiorstwo rozpoczęło działalność jako rodzinna cukiernia, która rozwinęła działalność o gotowe dodatki do ciast itp. budując w 1997 zakład produkcyjny w Zabierzowie.
W 2003 r. zakład rozpoczął produkcję napoju energetycznego Tiger Energy Drink, sprzedaż tego produktu zwielokrotniła przychody przedsiębiorstwa. Tiger stał się najbardziej rozpoznawalną marką firmy.
W listopadzie 2010 Dariusz Michalczewski, który użyczał firmie FoodCare praw do używania oznaczenia Tiger zdecydował się wypowiedzieć dotychczasową umowę na produkcję i dystrybucję napoju, w wyniku czego wygasły wszelkie uprawnienia spółki FoodCare do korzystania z oznaczenia TIGER oraz dóbr osobistych i majątkowych Dariusza Michalczewskiego. Od grudnia 2010 napoje Tiger produkowane są wyłącznie przez spółki z Grupy Maspex Wadowice.
W 2008 spółka zmieniła swoją nazwę z „Gellwe” na „FoodCare”.
W 2009 roku spółka otworzyła nowy zakład w Niepołomicach koło Krakowa, rozwijając produkcję napoju Black oraz nowego produktu – dietetycznego musli – Fitelli.

## Marki
- Frugo

W marcu 2011 FoodCare stało się nowym właścicielem kultowej marki napojów z lat 90. XX wieku Frugo stało się alternatywą dla napojów, przeznaczoną głównie dla konsumentów w wieku 14–28 lat. Sloganem marki jest „No to Frugo”.
- Gellwe

Marka Gellwe obejmuje asortymentem desery, ciasta w proszku, dodatki do pieczenia, herbatki granulowane i inne dodatki kuchenne. Jedną z najbardziej znanych serii Gellwe jest „Słodki Kubek” która oferuje kisiele instant.
- Black

Napój wprowadzony na rynek po tym, jak firma FoodCare utraciła prawa do produkcji, dystrybucji i promocji napoju energetyzującego Tiger (nazwa jest jednocześnie pseudonimem zawodowym Dariusza Michalczewskiego).
Dostępny w smakach:klasycznym, mojito, cuba libre, kamikadze, wersja bez cukru oraz wprowadzony w 2012 Black Sex Energy. Dostępny jest w opakowaniach: puszka i butelka plastikowa 0,5l i 1l.
- Fitella

Fitella to dietetyczne musli, dostępne w małych i dużych opakowaniach z różnymi wariantami smakowymi. Hasłem Fitelli jest: „Głównie dla kobiet”.
- N-GINE

Napój energetyzujący, którego twarzą jest Robert Kubica. Hasło reklamowe marki N-GINE to „FUEL4ACTION”.
- 4move

Napój izotoniczny, dostępny w czterech smakach: jagodowym, wiśniowym, cytrynowym i grejpfrutowym. Hasłem reklamowym marki 4move to „Sport jest wszędzie”.
- Ostromecko

woda mineralna (należy do FoodCare od 2018 roku).